# فیل وک
فیل فَنگ وُک (با نام شناسنامه‌ای فیلیپ ادوارد وک؛ ۲۵ اکتبر ۱۹۴۵) نوازنده، خواننده، ترانه‌سرا، رهبر گروه، تهیه‌کننده و تنظیم کنندهٔ موسیقی آمریکایی است. وک به عنوان بیسیست گروه Paul Revere & Raiders از ۱۹۶۵ تا ۱۹۶۷ در بیش از ۷۵۰ اجرای تلویزیونی ظاهر شد که ۵۲۰ اجرای آن تولیدِ دیک کلارک بود، برنامه‌ای به نام Where the Action Is که هر روز از ۱۹۶۵ تا ۱۹۶۷ پخش می‌شد. گروه، خود ۲۳ آهنگ هیت شده در جدول و ۱۴ آلبوم طلا داشت و وک در دوره‌ای که گروه بیشترین موفقیت را داشت، عضو آن بود. خطوطِ بیس وک، همان‌گونه که در آهنگ‌هایی مانند "Hungry" , "Just Like Me" و "Kicks" شنیده می‌شود به انقلابی در استفاده از گیتار باس در موسیقی راک منجر شد. نامِ وک اغلب در طرفدارنامه‌هایی مانند 16 Magazine که در دههٔ ۱۹۶۰ محبوب بود، دیده می‌شد.